# Fiatach Finn
Fiatach Finn mac Dáire est un descendant lointain d'Óengus Tuirmech Temrach, et selon les légendes et les traditions pseudo historiques médiévales irlandaises un roi d'Ulaid, et ensuite un Ard ri Erenn ainsi que l'ancêtre éponyme du Dál Fiatach.

## Chronologie et règne
Fiatach Finn est roi d'Ulster pendant que Feradach Finnfechtnach est Ard ri Erenn. Il devient lui-même Ard ri Erenn après la mort de Feradach.
Il règne seulement trois années avant d'être tué par Fiacha Finnfolaidh. Le Lebor Gabála Érenn synchronise son règne avec celui de l'empereur romain Nerva (i.e : 96-98 ap.J.-C.) ).
La chronologie de Geoffrey Keating  Foras Feasa ar Éirinn lui attribue un règne entre 25 et 28 ap. J.-C.  et les Annales des quatre maîtres de 36 à 39 ap. J.-C..
Fiatach Finn mac Dáire est également le cousin des légendaires Cú Roí mac Dáire et Conaire Mór des Érainn et Dáirine (Clanna Dedad). Selon certaines traditions, le Dál Fiatach est également réputé être issu de la famille de « Cú Roí » dans le « Book of Glendalough » (Rawlinson B. 502).
Les descendants de Fiatach Finn et du Dál Fiatach sont ensuite connus sous les divers noms de: Ui Eochadha ou Haughey/Hoey et Mac Duinnshléibhe ou Donlevy/Dunleavy et ensuite MacNulty.

## Sources
- (en) Cet article est partiellement ou en totalité issu de l’article de Wikipédia en anglais intitulé « :Fíatach Finn » (voir la liste des auteurs), édition du 28 mars 2012.